# Yvette Ngwevilo Rekangalt
Yvette Ngwevilo Rekangalt née le 26 juin 1956 à Enyonga, est une femme d'affaires, avocate administrateur de droit et activiste gabonaise. Elle travaille pendant 25 ans comme juriste dans l'industrie pétrolière et gazière avant de créer sa propre entreprise. Elle a représenté l'Afrique centrale auprès du Conseil économique, social et culturel de l'Union africaine pendant trois mandats et a également assuré la fonction de présidente du Comité des infrastructures et de l'énergie au Gabon. 
Présidente du mouvement Dynamique pour une alternance politique se présente à l’élection présidentielle gabonaise de 2009. Elle est toujours très active dans les affaires et les activités sociales. Elle est la présidente de plusieurs associations caritatives parmi lesquelles dont SOS Mwana, consacrée aux enfants. 

## Biographie

### Jeunesse
Yvette Ngwevilo Rekangalt est originaire d'Enyonga une localité de la province d'Ogooué-Maritime. Elle est issue d'un milieu très humble et a grandi dans la pauvreté qui a contribue à faire d'elle une femme d'affaires persistante. Son frère aîné, Martin Rekangalt, a occupé un poste de haut rang au sénat gabonais après une carrière de diplomate au cours de laquelle il a occupé les postes d'ambassadeur du Gabon en Belgique et chef de la mission gabonaise auprès de la Commission européenne.

### Éducation
Elle fait des études supérieures de droit à Paris. Elle est titulaire d’un DESS de droit international et comparé de l’énergie, option droit nucléaire et droit pétrolier à l’Université de Paris I Panthéon Sorbonne. 

### Début de carrière
Yvette Rekangalt commence sa carrière dans le pétrole et le gaz à Paris au siège de la multinationale Elf (devenue Total SA). Elle est par la suite affectée à Port-Gentil avant de rejoindre plus tard le siège de l'entreprise à Libreville. Elle travaille pendant 22 ans au sein Total Gabon en tant que responsable des contrats sur le pétrole et  le gaz, puis responsable des relations internes et externes, avant de créer sa société de conseil, baptisé Yenore. 

### Carrière de consultante
Yvette Ngwevilo a été consultante pour un grand nombre d'organisations locales et internationales telles que le NEPAD, la Banque mondiale, l'Organisation mondiale de la santé (OMS), et le Centre international pour le commerce et le développement international.  
Ancienne membre du Conseil économique et social (CES), elle prend part à Bruxelles en octobre 2008, aux négociations sur les Accords de partenariat économique (APE) entre la Commission Européenne et l’Afrique Centrale. 

### Politique
En 2009, elle se porte candidate à l'élection présidentielle en tant que candidate indépendante. Elle obtient seulement 367 voix soit 0,11% des suffrages. Elle disparaît de la scène politique à la suite de cette élection.

## Associations
- Ancienne présidente de l’Union des ONGs du Gabon[13]
- Membre du Comité permanent intérimaire ( ECOSOCC ) de l'Union africaine[14].
- Présidente du Mouvement gabonais pour le bien-être familial[2]
- Présidente de la Fédération Nationale du Planning Familial
- Ancienne présidente du Conseil économique, culturel et social [15]
- Présidente de l'organisation Sauvegarde de l'Enfance - SOS Mwana
- Membre du comité nationale et régional pour les négociations des accords de partenariat économique
- Membre du comité de pilotage du programme Gabon 2025
- Membre du Conseil économique, social et culturel de l'Union africaine
- A servi trois mandats au Conseil national économique, social et culturel du Gabon
- Membre du Réseau de développement et de communication des femmes africaines
- Membre fondateur de l'Association nationale gabonaise des femmes juristes